# Lundia
Lundia DC.,  es un género de plantas de la familia Bignoniaceae que tiene descritas 39 especies de árboles.

## Descripción
Son bejucos, con las ramitas teretes, puberulentas, con campos glandulares interpeciolares, pseudoestípulas ausentes. Hojas 3-folioladas o 2-folioladas con 1 zarcillo simple; folíolos ovados, 7.4–9.2 cm de largo y 4.6–5.7 cm de ancho, ápice largamente acuminado, base truncada a asimétricamente cordada, escasamente puberulentos al menos en los nervios principales, márgenes ciliados. Inflorescencia una panícula axilar o terminal, puberulenta, flores lilas; cáliz en yema cónico-puntiagudo, 4–6 mm de largo, ápice caliptrado, truncado durante la antesis u ocasionalmente bilabiado si el ápice se parte longitudinalmente; corola tubular campanulada, 3.1–5.8 cm de largo, puberulenta; tecas divaricadas, pilosas; ovario cilíndrico, 2.5–3 mm de largo, aplicado-puberulento; disco reemplazado por un anillo de tricomas glandulares gruesos. Cápsula linear, 25–45 cm de largo y 1.5–1.6 cm de ancho, velutino-pubescente, las valvas algo comprimidas, el nervio principal conspicuamente elevado, márgenes elevados pero redondeados; semillas delgadas, 2-aladas, las alas membranáceas, hialinas en el ápice.

## Taxonomía
El género fue descrito por Augustin Pyrame de Candolle  y publicado en Bibliotheque Universelle de Geneve ser. 2. 17: 127–128. 1838. La especie tipo es: Lundia glabra DC. 

## Especies seleccionadas
| - Lundia acuminata - Lundia chica - Lundia colombiana - Lundia cordata - Lundia corymbifera - Lundia damazii |